# Naloty strategiczne podczas II wojny światowej
Naloty strategiczne w czasie II wojny światowej miały miejsce od początku wojny. Termin ten odnosi się do bombardowań i nalotów na cele cywilne i wojskowe.
Kluczowe kampanie nalotów w trakcie II wojny światowej to niemiecka kampania Blitz podczas bitwy o Anglię i naloty alianckie na Niemcy. Bombardowanie Warszawy podczas kampanii wrześniowej też jest niekiedy uznawane za bombardowanie strategiczne.

## Historia
W nocy 24/25 sierpnia 1940 podczas jednego z nalotów niemiecki samolot, którego pilot został wprowadzony w błąd nieprawidłowym wskazaniem urządzenia nawigacyjnego, zrzucił bomby na londyńską dzielnicę East End. Brytyjski premier Winston Churchill zdecydował o odwetowym nalocie na Berlin i następnej nocy brytyjskie samoloty zrzuciły bomby na dzielnice mieszkaniowe Berlina. W efekcie Adolf Hitler i Hermann Göring zaczęli bombardować angielskie miasta. Był to pierwszy zakrojony na dużą skalę akt zastosowania teorii bombardowania strategicznego, opracowanej po I wojnie światowej przez Włocha Giulia Douheta. Zgodnie z nią można było podbić nieprzyjacielskie państwo poprzez nieustanne bombardowanie skupisk ludności, ośrodków władzy i przemysłu. Takie uderzenia miały zniszczyć przemysł wojenny oraz morale narodu, co pozwoliłoby zwyciężyć bez użycia sił naziemnych. Zmasowane naloty na Wielką Brytanię osłabły, gdy Niemcy zaczęli przygotowywać się do ataku na ZSRR (plan Barbarossa) i większość sił lotniczych przerzucili na wschód.
Naloty dywanowe, stanowiły podgrupę nalotów strategicznych. Naloty dywanowe zwłaszcza nocne na początku II wojny światowej były bardzo nieskuteczne, z powodu ograniczonych możliwości nawigacyjnych. Podczas Blitzu Luftwaffe zaczęło jako pierwsze używać fal radiowych naprowadzających samoloty na cel. Namierzanie celu stało się dużo łatwiejsze po wprowadzeniu systemu nawigacyjnego Geo, opartego na sygnale radiowym pochodzącym z trzech stacji, przecinającym się nad wyznaczonym celem.
W latach 30. Amerykanie rozwinęli teorię wyszukiwania obiektów najważniejszych dla gospodarki wroga i likwidowania ich bombardowaniem precyzyjnym. 17 sierpnia 1942 8. Armia Lotnicza USA przeprowadziła w okupowanej przez Niemców Francji pierwszą akcję lotniczą w czasie wojny. Po raz pierwszy została użyta w Europie amerykańska strategia bombardowań, precyzyjnych uderzeń w cele przemysłowe i wojskowe. Lotnictwo miało unikać zrzucania bomb na cywili. Amerykanie, pomimo wysokiego ryzyka, dokonywali bombardowań w dzień, korzystając z nowych celowników, które pozwalały na uderzanie w cele z nieznaną dotychczas precyzją.
Gdy okazało się, że brytyjskie naloty na niemieckie cele wojskowe w czasie dnia są okupione zbyt wysokimi stratami, RAF zmienił taktykę na nocne naloty na miasta, które bardzo łatwo można było zlokalizować. Amerykanie jednak nie zgadzali się z tą taktyką. Podczas konferencji w Casablance w styczniu 1943 przywódcy aliantów zdecydowali o połączeniu obu strategii, aby pokonać morale Niemców. Kampania rozpoczęła się w 1943, ale swoje apogeum osiągnęła dopiero jesienią 1944, po wzroście produkcji samolotów. Ostatecznie te bombardowania nie miały decydującego znaczenia dla przebiegu wojny. Wpłynęły demoralizująco na Niemców, dokonały ogromnych spustoszeń, ale nie osłabiły niemieckiego przemysłu wojennego. O wyniku wojny zadecydowało nie lotnictwo, a armie lądowe.
Przed wybuchem II wojny światowej wielkie mocarstwa posiadały ogromne zapasy broni chemicznej. Adolf Hitler nie zdecydował się na użycie broni chemicznej, pomimo możliwości zadania aliantom dużo większych strat, ponieważ obawiał się zmasowanego odwetu. Zagrożenie było tym większe od 1943, ponieważ alianckie samoloty panowały już wówczas nad przestrzenią powietrzną Niemiec. Do końca wojny Brytyjczycy wyprodukowali 3 500 000 pocisków artyleryjskich i ponad 1 800 000 bomb lotniczych napełnionych gazem. Niemcy produkowały wielkie ilości broni chemicznej oraz posiadały wielu żołnierzy przeszkolonych w użyciu tej broni. Hitler jednak posiadał raporty z alianckich nalotów i wiedział, że nie powstrzyma alianckich lotów odwetowych. Niemiecka naziemna i powietrzna obrona przeciwlotnicza mogła zniszczyć jedynie 5-7% alianckich samolotów, których reszta uderzała w cel.
Zrzucenie bomb atomowych na Hiroszimę i Nagasaki w 1945 także zalicza się do grupy nalotów strategicznych.